# Blindé léger sur roues
Le blindé léger sur roues ou Pegaso BLR 3545 est un véhicule blindé de transport de troupes léger de l'armée espagnole.

## Description
Il a été fabriqué par l'Empresa Nacional Santa Barbara avec un moteur Pegaso.

## Engagement
Produit à une vingtaine d'exemplaires, et introduit en 1980, il a servi à la protection et la surveillance des bases aériennes espagnoles au sein de l'armée de l'air. Il est désormais remplacé par l'URO VAMTAC.

## Utilisateurs
- Espagne